# Fricativa dental eyectiva
La fricativa dental eyectiva es un sonido consonántico no pulmonar, su símbolo es una fricativa dental sorda pero con un apóstrofo en el lado derecho para indicar que no se usan los pulmones para articular el sonido ⟨θʼ⟩, su símbolo en el X-SAMPA correspondiente es (T_>).

## Características
- Es una consonante fricativa, lo que significa que su sonido se genera en la boca por las vibraciones de una turbulencia causada por la corriente del aire expulsado.
- Su punto de articulación es dental , lo que significa que se articula con la punta o la lámina de la lengua en los dientes superiores , denominados apical y laminal respectivamente . Tenga en cuenta que la mayoría de las paradas y líquidos descritos como dentales son en realidad dento-alveolares.
- Es una consonante central, por lo que se produce por la dirección de flujo de aire a través de un canal en el centro de la lengua, y así se dirige el aire hasta los bordes de los dientes, causando una turbulencia de alta frecuencia.
- Su tipo de fonación es sorda, lo que significa que se produce sin vibraciones de las cuerdas vocales.
- Es una consonante oral, lo que significa que se permite que el aire escape a través de la boca, no por la nariz.
- El mecanismo de la corriente de aire es eyectivo (egresivo glótico), lo que significa que el aire es expulsado al bombear la glotis hacia arriba.

## Ocurre en
[θʼ] aparece en los idiomas modernos del sur de Arabia y también se reconstruye para el hipotético Idioma protosemítico.
| Language | Language | Word       | IPA          | Meaning   |
| -------- | -------- | ---------- | ------------ | --------- |
| Mehri    | Mehri    | diśkhawt̠̣'ā | [diɬχɑʊ̯θʼɑː] | 'odio'    |
| Yapes    | Yapes    | th'abii    | [θʼabiː]     | 'mayoria' |